# CAPICOM
CAPICOM è un controllo ActiveX obsoleto creato da Microsoft per esporre un insieme di funzioni tramite Microsoft COM (Component Object Model) di Microsoft Cryptographic Application Programming Interface (CryptoAPI). La sua funzione è quella di attivare ogni ambiente che supporta ActiveX da utilizzare con le tecnologie Microsoft Cryptographic, comprese le pagine web che vengono aperte con Microsoft Internet Explorer o qualsiasi altro browser web che supporta ActiveX.
CAPICOM può essere utilizzato per firmare dati digitalmente, ispezionare, verificare e visualizzare la loro firma digitale e/o certificato digitale, aggiungere o rimuovere certificati dagli archivi dei certificati e infine, di crittografare o decrittografare i dati.
CAPICOM 2.1.0.2, la versione più recente e l'ultima di CAPICOM, è ufficialmente supportata su Windows Vista
Ora il pacchetto è aggiornabile anche per 7
https://www.microsoft.com/it-it/download/details.aspx?id=3207